# 1799年6月18日の海戦
1799年6月18日の海戦（1799ねん6がつ18にちのかいせん、Action of 18 June 1799）は、フランス革命戦争中に、1798年の地中海方面作戦に引き続いて、トゥーロン沖で起こった海戦である。ジャン＝バティスト・ペレー指揮下のフリゲート戦隊が、シリアからトゥーロンに戻っていた時に、30隻から成るジョージ・エルフィンストーン指揮下のイギリス艦隊に出くわした。この艦隊から3隻の戦列艦と2隻のフリゲートが派遣され、その結果28時間に及ぶ戦闘が行われたのである。イギリス艦がフランス戦隊に追いついた時点で、敵の圧倒的な力を見せつけられたフランスは降伏するより他になかった。

## 歴史的背景
1798年の地中海方面作戦の序盤に、フランソワ＝ポール・ブリュイ・デガリエ海軍中将率いるトゥーロン戦隊は、4万人の兵を載せて、エジプトに彼らを上陸させるべく急いでいた。将軍ナポレオン指揮下の陸軍の上陸はうまく進み、フランス陸軍はオスマン帝国とマムルーク相手に連勝を続けた。しかし、ホレーショ・ネルソン提督指揮下のイギリス海軍は、フランス海軍をナイルの海戦で跡形もなく消し去った。
ナイルの海戦でこうむった大敗北で、ナポレオンが使える海軍の戦力は何隻かのフリゲートだけとなり、その多くに、ネルソンが釈放したフランス人水兵を獲得した。ネルソンは、これだけ多くの捕虜を養うのには乗り気ではなかった。ナポレオンは水兵を沿岸での任務、またはジーベックの小艦隊やナイルのガレー船に編入した。一方でフリゲートは、陸軍に包囲された敵の砦を封鎖すること、沿岸の爆撃を指揮すること、物資の輸送などで役に立つことが分かった。さらに海軍の18ポンド長距離砲は陸軍の攻城砲と同じ働きをするため、大砲と火薬を陸戦のために貸し出すことが可能だった。

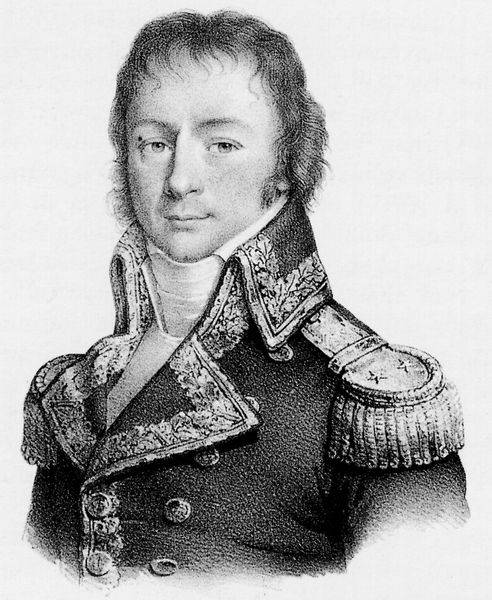
フランスの指揮官ペレー少将

エジプト・シリア戦役でフランスは作戦の比重を東に移動させた。特にアッコ包囲戦 (1799年)では、ナイルの海戦から辛うじて逃げ延びた3隻のフリゲートと2隻のブリッグの指揮を執り、オスマン帝国とイギリスが海上封鎖をしているにもかかわらず、物資と兵器を陸軍に輸送していた。この戦隊はオノレ・プルキエが指揮を執るジュノン、レオンス・トゥルーレ艦長のクラジューズ、ジャン＝バティスト・バレ艦長のアルセスト、そしてフランソワ＝ティモテ・ランドリ海尉のブリッグ、サラミーヌとデメのブリッグ、アレルトアレルトだった。ヤッファに到着後、3隻のフリゲートは貨物をおろした。さらに陸軍と弾薬を分担し、フリゲートの大砲におのおの15発の弾丸を残した。ジュノンはさらに18ポンド砲のうち4門を下ろした。その後このフリゲート分隊は、アッコ攻囲戦完了のための封鎖を築いた。
5月14日、シドニー・スミス指揮下の2隻のイギリスの戦列艦と1隻のフリゲートが、フランスのフリゲート3隻を追跡した。フランス艦は素早く身をかわして追跡を逃れた。どうしても避けられない状態でない限り、ヨーロッパへは向かわないように特別命令が下りていたが、ペレーは士官たちと協議して、物資が乏しいためトゥーロンに戻ることが必要であるとし、ランペドゥーザ島経由で水を補給してから戻ることにした。

## 海戦

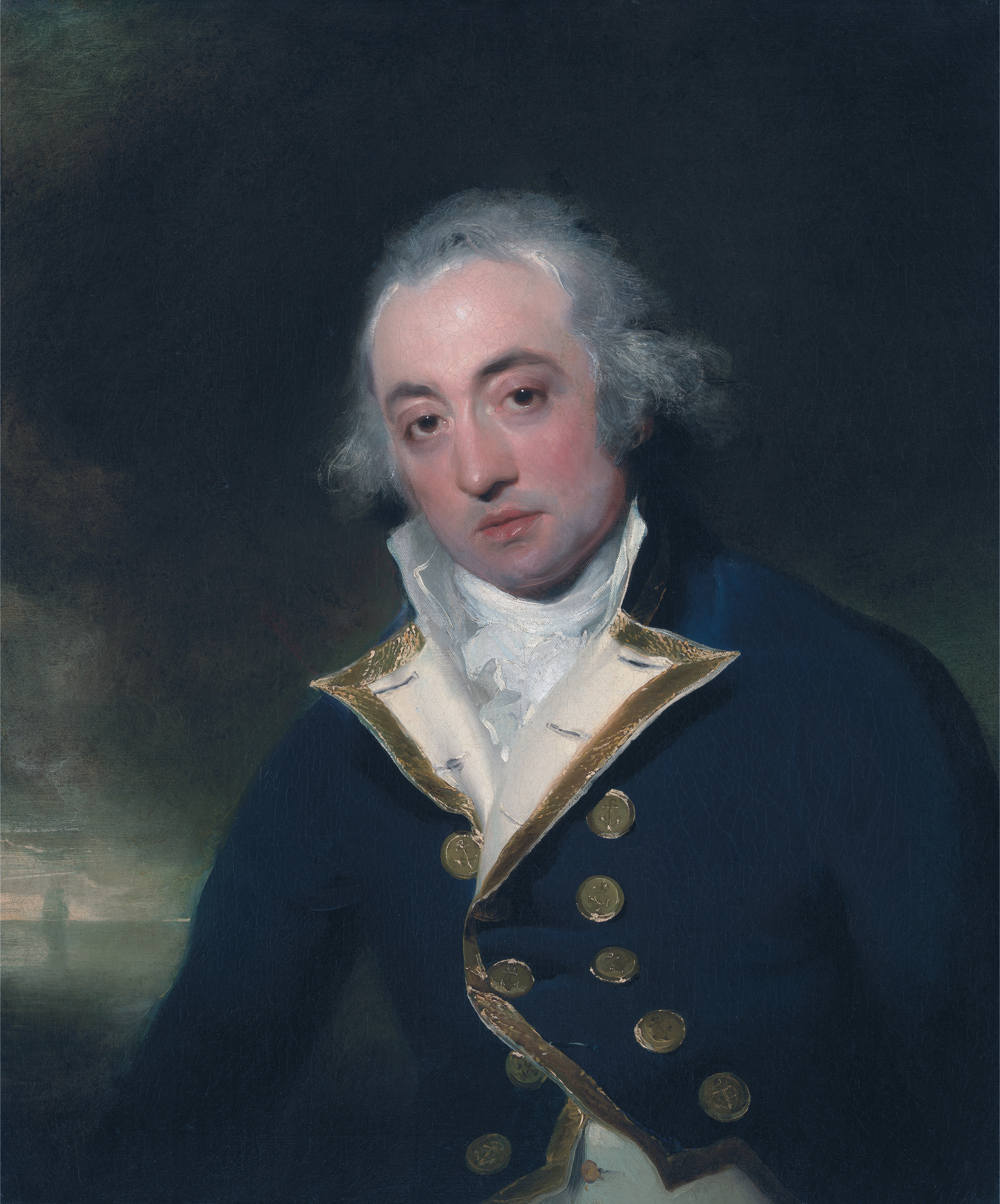
「セントー」のジョン・マーカム艦長

1799年6月17日、トゥーロンから60マイル（約97キロ）離れた海域で、ペレーの分隊は30隻から成るジョージ・エルフィンストーン指揮下の艦隊を見つけた。この艦隊から、セントーのジョン・マーカム艦長が総指揮を執る、3隻の74門戦列艦と2隻のフリゲートから成る特殊部隊が派遣され、フランス艦を追跡した。
風が南西からのほんのわずかに吹いていただけであったため、この追跡は28時間も続いた。そのため英仏両艦が交戦に踏み切ったのは、翌日の夕刻になってからだった。イギリス艦から追跡中に、フランス艦は北西へ向かい、その時にまとまりを失った。夜までには「ジュノン」と「アルセスト」は互いに声を交わせる位置にいたが、「クラジューズ」は旗艦「ジュノン」から1マイル（約1.6キロ）離れたところを上手回しに進んでいた。2隻のブリッグ、「サラミーヌ」と「アレルト」は、それぞれジュノンから4マイル（約6キロ）ないし7マイル（約11キロ）離れていた。

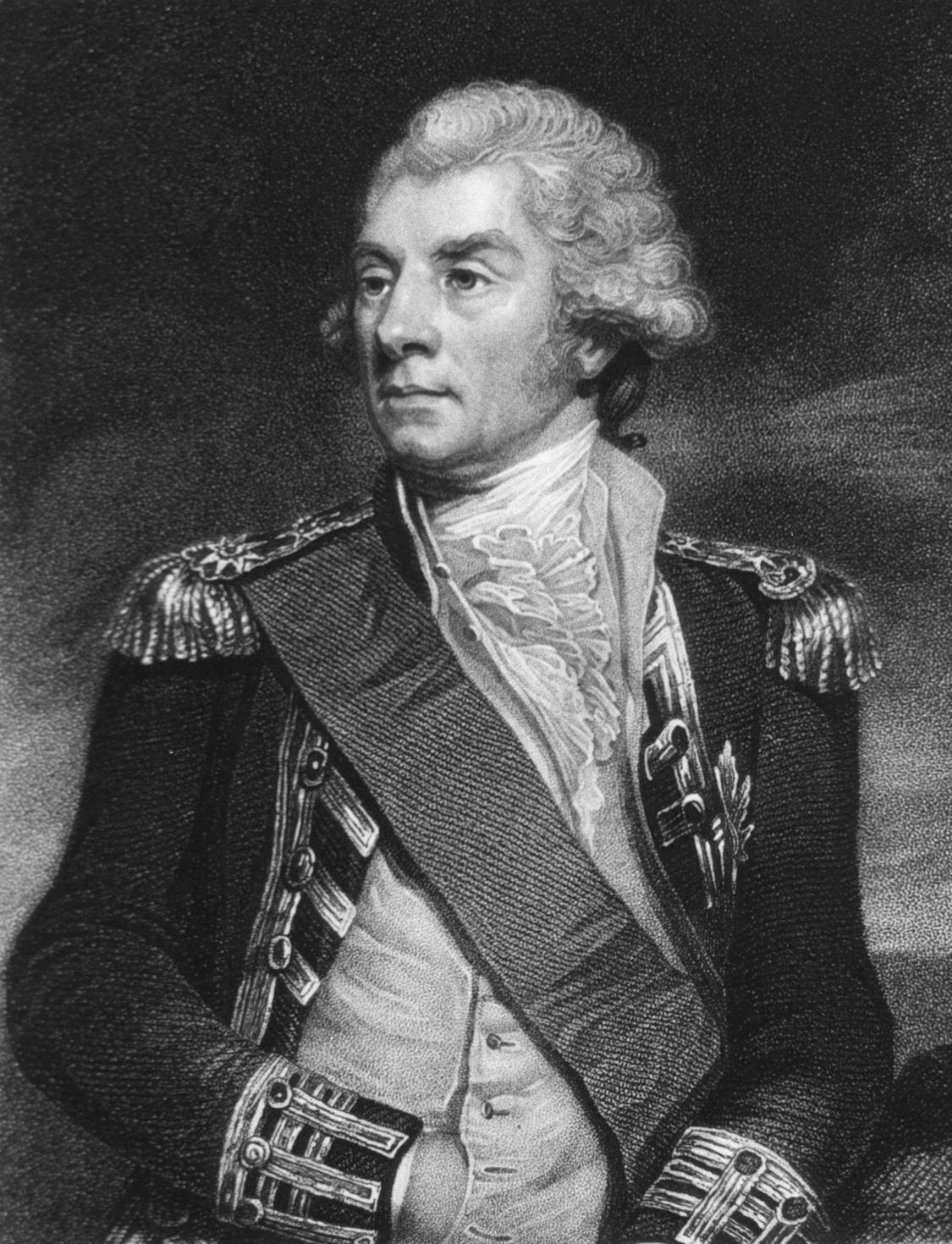
キース卿ジョージ・エルフィンストーン

19時になって、トマス・トンプソンの74門艦「ベローナ」は、「キャプテン」と2隻のフリゲートにぴったりくっついており、「ジュノン」の4分の1マイル（約400メートル）の海域まで来た。「ベローナ」が砲撃した時、「ジュノン」と「アルセスト」は即座に旗を降ろした。
一方で「セントー」は「クラジューズ」に出くわし、相手への砲撃を始めた。「ジュノン」と「アルセスト」の降伏を確認した「ベローナ」は、今度は「クラジューズ」の攻撃に移り、戦闘に参加した。74門艦に恐れをなした「クラジューズ」は降伏した。
それからしばらくたって、「サラミーヌ」を追い抜いた「エメラルド」が、「サラミーヌ」の降伏を確認した。「キャプテン」も同様に、23時30分に「アレルト」を降伏させた。

## 軍法会議とフランス艦の再就役
ペレーは捕虜となったが、ほとんど時を置かずして交換され、艦を失ったことで、1799年10月6日から11月25日まで、アントワーヌ＝ジャン＝マリー・テヴナール中将が議長を務める軍法会議に出廷した。法廷では、ペレーがトゥーロンに戻った理由が、シリア沖のオスマン帝国とイギリスの力が勝っていたこと、フリゲートの一部が武装を縮小していたこと、そして食糧や水が不足していたことなどのまっとうなものであることがわかり、その後査問会は満場一致でペレーを無罪放免した。
「ジュノン」はイギリス海軍の軍艦「プリンセス・シャーロット」となった。「クラジューズ」も同様にイギリス海軍の艦となったが、ほどなくして監獄船となり、「アルセスト」は浮き砲台となった。アレルトは「ミノルカ」として再就役し、「サラミーヌ」もイギリス艦「サラミン」として地中海で就役して、私掠船2隻を拿捕した。1802年のアミアンの和約締結後、イギリス海軍はこの3隻を処分した。